# Liste des bâtiments de Suomenlinna
Cette liste des bâtiments historiques de Suomenlinna (non exhaustive) répertorie les bâtiments de Suomenlinna à Helsinki qui datent du milieu du XVIIIe siècle.

## Système de fortification

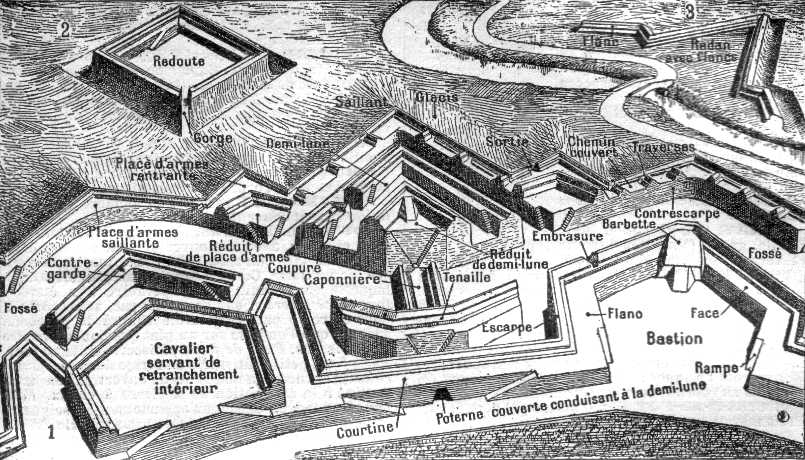
Plan d'une fortification et ses différentes composantes (bastion, courtine, tenaille...)

Les bâtiments présentés ci-après font partie du système de fortification de Suomenlinna.
Le schéma de fortification ci-contre à gauche présente les différentes composante d'un système de fortification suivant le tracé à l'italienne.

## Bâtiments militaires
Les adresses sur Suomenlinna sont constituées d'une lettre codifiant l'île (A=Kustaanmiekka, B=Susisaari, C=Iso Mustasaari, D=Pikku Mustasaari ja E=Länsi Mustasaari, F=Särkkä, G=Pormestarinluoto et H=Lonna) et du numéro de bâtiment dans l'île.
Par exemple: A 5 est le bâtiment numéro 5 de l'île Kustaanmiekka (code A).

### Kustaanmiekka (A)
| Bâtiment                                | Image | Lieu                                                  | Construction | Architecte            | Informations                                                              | Sources |
| --------------------------------------- | ----- | ----------------------------------------------------- | ------------ | --------------------- | ------------------------------------------------------------------------- | ------- |
| Vaja A1                                 |       | Suomenlinna A1                                        | 1883         |                       |                                                                           | [ 2 ]   |
| Kurikomppania                           |       | Suomenlinna A3                                        | 1881         | Petr Petrovits Benard |                                                                           | [ 3 ]   |
| Bastion Carpelan                        |       | Suomenlinna A 5a, 60° 08′ 24,56″ N, 24° 59′ 19,55″ E  | 1748–1750    |                       |                                                                           | [ 4 ]   |
| Caponnière Coyet                        |       | Suomenlinna A6                                        | 1750–1752    |                       |                                                                           | [ 5 ]   |
| Bastion Zander                          |       | Suomenlinna A 7a, 60° 08′ 20,19″ N, 24° 59′ 19,99″ E  | 1748–1750    |                       | Le bastion Zander fait partie de la 4e chaîne de bastions de Suomenlinna. | ,       |
| Caponnière Boije (Restaurant Walhalla)  |       | Suomenlinna A 10b, 60° 08′ 19,7″ N, 24° 59′ 21,2″ E   | 1755–1756    |                       |                                                                           | [ a 2 ] |
| Caponnière Delwig (Restaurant Walhalla) |       | Suomenlinna A 10a, 60° 08′ 20,62″ N, 24° 59′ 22,25″ E | 1750–1752    |                       | La caponnière Delwig est une casemate à 5 ailes construite en briques.    | ,       |
| Porte royale                            |       | Suomenlinna A 12, 60° 08′ 22,6″ N, 24° 59′ 25″ E      | 1753-1754    |                       | La porte royale est la porte d'accès d'origine à Suomenlinna.             | [ 10 ]  |

### Susisaari (B)
| Bâtiment                                         | Image | Lieu                                                        | Construction           | Architecte                      | Informations                                                                                       | Sources  |
| ------------------------------------------------ | ----- | ----------------------------------------------------------- | ---------------------- | ------------------------------- | -------------------------------------------------------------------------------------------------- | -------- |
| Traverse Adlerfelt                               |       | Suomenlinna B 1, 60° 08′ 40,47″ N, 24° 59′ 11,15″ E         | 1756–1757 1770         |                                 | Les travaux débutent en 1756–1757 et sont suspendus. Le bâtiment est terminé en 1770.              | [ a 4 ]  |
| Vaja B 2                                         |       | Suomenlinna B 2, 60° 08′ 41,36″ N, 24° 59′ 10,26″ E         | 1878                   |                                 | | [ a 5 ]  |
| Sauna Dementjev                                  |       | Suomenlinna B10                                             | 1877                   |                                 | | [ 11 ]   |
| Bastion Taube                                    |       | Suomenlinna B 12, 60° 08′ 44,93″ N, 24° 58′ 59,33″ E        | 1753-1773              |                                 | | [ a 6 ]  |
| Demi-bastion Hjärne                              |       | Suomenlinna B 17b, 60° 08′ 42,34″ N, 24° 58′ 56,02″ E       | 1773–1776              |                                 | | [ a 7 ]  |
| Tenaille von Fersen                              |       | Suomenlinna B 17c, 60° 08′ 41,24″ N, 24° 59′ 00,27″ E       | 1773–1776              |                                 | La tenaille von Fersen se situe dans l'île de Susisaari sur le côté sud de la Cale sèche.          | ,        |
| Karsseri                                         |       | Suomenlinna B18                                             | 1864                   |                                 | | [ 13 ]   |
| Courtine Hamilton-Polhem Tullimuseo              |       | Suomenlinna B 20, 60° 08′ 39,99″ N, 24° 58′ 53,3″ E         | 1753–1777              |                                 | La courtine a servi de caserne et de prison pour le fort.                                          | [ 15 ]   |
| Maison de l'Amiral                               |       | Suomenlinna B23                                             | 1764                   |                                 | | [ 16 ]   |
| Bastion Hårleman                                 |       | Suomenlinna B 31, 60° 08′ 33,03″ N, 24° 59′ 02,65″ E        | 1750–1753              |                                 | [ 17 ]                                                                                             | ,        |
| Vaja B 33                                        |       | Suomenlinna B 33 60° 08′ 35,92″ N, 24° 59′ 05,39″ E         | 1881                   |                                 | | [ a 10 ] |
| Vaja B 35                                        |       | Suomenlinna B 35, 60° 08′ 37,91″ N, 24° 59′ 04,02″ E        | 1868                   |                                 | | [ a 11 ] |
| Sauna                                            |       | Suomenlinna B 36 et B38, 60° 08′ 39,01″ N, 24° 59′ 03,23″ E | 1882                   |                                 | | [ a 12 ] |
| Maison du major local (fi)                       |       | Suomenlinna B 37 60° 08′ 39,7″ N, 24° 59′ 03,8″ E           | 1756                   | Carl Wijnblad (?)               | | [ 19 ]   |
| Maison bleue                                     |       | Suomenlinna B 39, 60° 08′ 38,76″ N, 24° 59′ 05,39″ E        | 1882                   | Petr Petrovitch Benard          | | [ 20 ]   |
| Musée Ehrensvärd (Pavillon Ekeblad)              |       | Suomenlinna B 40, 60° 08′ 39,4″ N, 24° 59′ 08,3″ E          | 1751–1756              |                                 | | ,        |
| Étable du Bastion Palmstierna                    |       | Suomenlinna B41                                             | 1770                   |                                 | | [ 22 ]   |
| Grand Palmstierna                                |       | Suomenlinna B42a                                            | 1749–1752, 1770–1775   |                                 | Le Bastion Palmstierna et la caponière Blomcreutz ont été construits en 1749–1752 puis après 1770. | [ 23 ]   |
| Bastion Kunnia                                   |       | Suomenlinna B 46, 60° 08′ 33,19″ N, 24° 59′ 10,64″ E        | 1754–1757 années 1770. |                                 | Le bastion Kunnia fait partie de la chaîne de fortification de Susisaari.                          | ,        |
| Raveline Hyvä Omatunto                           |       | Suomenlinna B 47, 60° 08′ 34,06″ N, 24° 59′ 15,37″ E        | 1754–1774              |                                 | La Raveline Hyvä Omatunto fait partie de la chaîne de fortification de Susisaari.                  | ,        |
| Bastioni Hyve                                    |       | Suomenlinna B 48, 60° 08′ 35,59″ N, 24° 59′ 17,54″ E        | 1754–1774              |                                 | Le bastion Hyve fait partie de la 4e chaîne de bastions de Suomenlinna.                            | ,        |
| Bastion Wrede                                    |       | Suomenlinna B 49, 60° 08′ 38,22″ N, 24° 59′ 14,58″ E        | 1750–1753              |                                 | Le bastion est construit en 1753, le remblai est plus tardif.                                      | [ a 16 ] |
| Bastion Polhem                                   |       | Suomenlinna B 51b, 60° 08′ 35,88″ N, 24° 58′ 52,64″ E       | 1752–1755              |                                 | | [ a 17 ] |
| Vaja B 52 Magasin du théâtre estival             |       | Suomenlinna B 52, 60° 08′ 33,67″ N, 24° 59′ 18,6″ E         | 1881                   |                                 | | [ a 18 ] |
| Magasin de munitions de la batterie d'artillerie |       | Suomenlinna B 66                                            | 1867                   |                                 | | [ a 19 ] |
| Bureau des inventaires                           |       | Suomenlinna B 74, 60° 08′ 41,43″ N, 24° 59′ 17,25″ E        | 1778–1783              | Probablement Fredrik af Chapman | Le bureau des inventaires fut endommagé durant la Guerre de Crimée en 1855.                        | ,        |
| Cave à poudre                                    |       | Suomenlinna B29                                             | 1776-1778              |                                 | Il reste l'une de ces Caves à poudre de l'époque                                                   | [ 29 ]   |

### Iso Mustasaari (C)
| Bâtiment                                          | Image | Lieu                                                 | Construction         | Architecte                               | Informations                                                                                         | Sources  |
| ------------------------------------------------- | ----- | ---------------------------------------------------- | -------------------- | ---------------------------------------- | --- | -------- |
| Pirunkirkko                                       |       | Suomenlinna C 28, 60° 08′ 50,13″ N, 24° 58′ 58,9″ E  | 1776–1786            | Général Arbin                            | L'église du diable est l'aile occidentale du bâtiment en couronne Ehrensvärd                         | ,        |
| Fortification du bâtiment en couronne Ehrensvärd  |       | Suomenlinna C 31, 60° 08′ 50,39″ N, 24° 59′ 08,83″ E | 1775–                |                                          | | ,        |
| Aile orientale du bâtiment en couronne Ehrensvärd |       | Suomenlinna C 40, 60° 08′ 46,86″ N, 24° 59′ 14,58″ E | 1776–1786            | Général Arbin                            | L'aile est construite en 1786.                                                                       | [ a 23 ] |
| Caponnière 1                                      |       | Suomenlinna C44                                      | 1788                 |                                          | Sur le rivage septentrional de Iso Mustasaari.                                                       | [ 32 ]   |
| Courtine et bastion Bielke                        |       | Suomenlinna C 52, 60° 08′ 51,93″ N, 24° 59′ 20,22″ E | 1761–1762, 1762–1847 | Augustin Ehrensvärd, J. M. Sprengtporten | Le bastion Bielke et sa courtine forment le bâtiment C 52 sur l’île Mustasaari.                      | ,        |
| Club des officiers de Suomenlinna                 |       | Suomenlinna C 52, 60° 08′ 48,66″ N, 24° 59′ 20,57″ E | 1875–1876            |                                          | | ,        |
| Arche de Noé                                      |       | Suomenlinna C 54, 60° 08′ 49,36″ N, 24° 59′ 17,17″ E | 1764–1780-luku       | Carl Hårleman Jean Eric Rehn A. E. Gete  | L'arche de Noé est le plus grand bâtiment d'habitation de Suomenlinna de la période suédoise         | ,        |
| Bastion Horn                                      |       | Suomenlinna C59                                      | 1775                 |                                          | Le bastion Horn est construit en 1774–1775 selon les plans de Jakob Magnus Sprengtporten.            | [ 38 ]   |
| Hangars à bateaux                                 |       | Suomenlinna C60 et C61                               | 1846–1851            |                                          | | [ 39 ]   |
| Musée de Suomenlinna                              |       | Suomenlinna C74                                      |                      |                                          | Construit au milieu du XVIIIe siècle.                                                                | [ 40 ]   |
| Maison de l'orchestre                             |       | Suomenlinna C76                                      | 1841                 |                                          | Construit en 1841, le bâtiment est incendié pendant la guerre de Crimée.                             | [ 42 ]   |
| Manège du Musée de la guerre                      |       | Suomenlinna C 77 60° 08′ 45,18″ N, 24° 59′ 21,61″ E  | 1881                 |                                          | Le manège est devenu un hall d'exposition du Musée de la guerre en 1987.                             | [ 43 ]   |
| Cuisine militaire C82                             |       | Suomenlinna C82                                      | 1842                 |                                          | | [ 44 ]   |
| Caserne d'artillerie (Caserne de Vaasa)           |       | Suomenlinna C83                                      | 1849–1853            |                                          | | [ 45 ]   |
| Caserne C84                                       |       | Suomenlinna C84                                      | 1839-1840            |                                          | En 1918-19 époque des camps de prisonniers de guerre le bâtiment abrite un bureau du troisième camp. | [ 47 ]   |
| Cuisine militaire C86                             |       | Suomenlinna C86                                      | 1841                 |                                          | | [ 48 ]   |
| Château Hessenstein                               |       | Suomenlinna C93                                      | 1775–1777            |                                          | | [ 49 ]   |
| Caserne de la plage                               |       | Suomenlinna C                                        | 1870                 |                                          | | [ 50 ]   |

### Pikku-Mustasaari (D)
| Bâtiment           | Image | Lieu            | Construction         | Architecte | Informations | Sources |
| ------------------ | ----- | --------------- | -------------------- | ---------- | --- | ------- |
| Bastion Scheffer   |       | Suomenlinna D2  | 1751-1753            |            | Le bastion Scheffer est construit directement sur la roche, sans espace intérieur.                                       | [ 52 ]  |
| Bastion Stromberg  |       | Suomenlinna D3  | 1751-1753            |            | Construit en 1751-1753 sur les plans d'ensemble de Sprengtporten et en 1773-1774 sous la direction de Nils Mannerschanz. | [ 53 ]  |
| Bastion Stiernroos |       | Suomenlinna D7  | 1753-1756 1770-1773  |            | | [ 54 ]  |
| Bastion Löwenhielm |       | Suomenlinna D8  | 1753–1756, 1773–1775 |            | En 1753–1756, l'aile droite est construite, l'aile gauche est bâtie en 1773–1775                                         | [ 55 ]  |
| Chambre funéraire  |       | Suomenlinna D9  | 1846                 |            | Construite de style empire en 1845–1846.                                                                                 | [ 56 ]  |
| Pharmacie          |       | Suomenlinna D11 | 1752-1756            |            | La maison est construite comme poste de garde d'un étage en 1752-56                                                      | [ 58 ]  |
| Verstas            |       | Suomenlinna D24 | 1844                 |            | Construit en 1844–1845.                                                                                                  |         |

### Länsi-Mustasaari (E)
| Bâtiment                     | Image | Lieu                                                | Construction      | Architecte | Informations                                                                                             | Sources |
| ---------------------------- | ----- | --------------------------------------------------- | ----------------- | ---------- | --- | ------- |
| Courtine Tessin – Gyllenborg |       | Suomenlinna E 7, 60° 08′ 51,72″ N, 24° 58′ 31,05″ E | 1749-1751 et 1755 |            | Les Bastions Tessin & Gyllenborg et la courtine qui les combine sont construits en 1749-1751 et en 1755. | ,       |
| Bâtiment E3                  |       | Suomenlinna E3                                      | 1757-1760         |            | [ 60 ]                                                                                                   | [ 61 ]  |
| Bâtiment d'habitation E4     |       | Suomenlinna E4                                      | 1759-1761         |            | [ 62 ]                                                                                                   | [ 63 ]  |
| Caserne E5                   |       | Suomenlinna E5                                      | 1756-1761 1798    |            | La caserne E5 fut construite les années 1756-1761.                                                       | [ 65 ]  |
| E12 Boulangerie              |       | Suomenlinna E12                                     | 1762              |            | Partie la plus ancienne datant de 1762.                                                                  | [ 67 ]  |

### Särkkä (F)
| Bâtiment                    | Image | Lieu            | Construction                 | Architecte | Informations | Sources |
| --------------------------- | ----- | --------------- | ---------------------------- | ---------- | ------------ | ------- |
| Caponnière von Törne        |       | Suomenlinna F 1 | 1750–1752                    |            |              | ,       |
| Caponnière Gerdes           |       | Suomenlinna F 2 | 1750–1752                    |            |              | ,       |
| Courtine von Törne – Gerdes |       | Suomenlinna F 3 | 1751–1754                    |            |              | ,       |
| Bastion Liewen              |       | Suomenlinna F 4 | 1749–1751 (1774–années 1790) |            |              | ,       |

### Pormestarinluoto (G)
| Bâtiment | Image | Lieu | Construction | Architecte | Informations | Sources  |
| -------- | ----- | ---- | ------------ | ---------- | ------------ | -------- |
| Batterie |       | G    |              |            |              | [ a 33 ] |

### Lonna (H)
| Bâtiment       | Image | Lieu             | Construction | Architecte | Informations | Sources  |
| -------------- | ----- | ---------------- | ------------ | ---------- | ------------ | -------- |
| Dépôt de mines |       | Suomenlinna H 1  | 1837 (1885)  |            |              | [ a 34 ] |
| Dépôt de mines |       | Suomenlinna H 3, | 1882-1883    |            |              | [ a 35 ] |
| Dépôt de mines |       | Suomenlinna H 5, | 1882         |            |              | [ a 36 ] |

## Autres bâtiments
| Bâtiment              | Image | Lieu                                         | Construction | Architecte                                 | Informations                                                                                     | sources  |
| --------------------- | ----- | -------------------------------------------- | ------------ | ------------------------------------------ | ------------------------------------------------------------------------------------------------ | -------- |
| Église de Suomenlinna |       | Suomenlinna C 60° 08′ 52,5″ N, 24° 59′ 10″ E | 1854         | Konstantin Thon Einar Sjöström Jarl Eklund | L'église de Suomenlinna est d'abord orthodoxe puis elle est transformée en église luthérienne.   | [ 70 ]   |
| Café Piper            |       | Suomenlinna B 56                             | 1874         |                                            | Bâtiment construit initialement comme cellier puis transformé en café à la fin du XVIIIe siècle. | [ a 37 ] |

## Carte de Suomenlinna
| Carte de Suomenlinna                                              |
| Carte interactive de Suomenlinna (cliquer pour voir les détails). |